# Рацеве
Ра́цеве — село в Україні, у Черкаському районі Черкаської області, підпорядковане Чигиринській міській громаді. Населення села становить 2 118 особи.

## Населення
Станом на 1972 рік у селі мешкало 3 338 осіб. Станом на 2007 рік у селі мешкає 2 554 особи.

## Географія
Село розташоване на правому березі Кременчуцького водосховища, за 13 км від районного центру — міста Чигирин. На північній околиці села знаходиться пристань Адамівка.

## Історія
Село Рацеве вперше згадується в історичних документах під 1615 роком. Існує версія походження назви від слова «райца» чи «рейца», так у 17 столітті називали польських радників.
До 1954 року, як і весь Чигиринський район входило до складу Кіровоградської області. Старе село лежало між болотам, що тягнулися до Тясмину і Дніпра, утворюваними струмком Шибеком. Знаходилось на 3 км південніше Кожарки. 1741 року у Рацеві було 50 хатів, де мешкало до 400 осіб, у 1808 році кількість хатів збільшилася до 52 і відповідно й число мешканців до 601 особи.

В селі була церква Різдво-Богородична, дерев'яна, 5-го класу; землі мала 36 десятин, збудована 1774 року. Про колишню церкву Різдва Христова за 1741 рік згадується так 
|  | дубова, побудована коло старої в 1728 році, що була пограбована татарами в 1728, і що священиком при ній служив Давид, посвячений в 1733 році в Переяславі. |

Сучасне село утворене з населених пунктів Калантаєва, Кожарки, Адамівки, Рацевого та частини сіл Гущівки і Вітового, мешканці яких переселилися сюди 1958 року, оскільки вищеперелічені населені пункти були затоплені під час будівництва Кременчуцького водосховища.
За мужність і героїзм, проявлені у роки німецько-радянської війни, 111 мешканців села нагороджені бойовими орденами та медалями. На честь воїнів-визволителів тут споруджено обеліск Слави. За часів СРСР в селі працював колгосп «Прапор комунізму», що обробляв 5 283 га сільськогосподарських угідь, в тому числі 4767 га орної землі. Тепер сільським господарством займається СТОВ «Чигиринська аграрна компанія» та фермерські господарства.
У 1965 році став до ладу овочеконсервний завод з виробничою потужністю у 3,5 мільйони умовних банок на рік, але на сьогоднішній день він не працює. У 1970-1980-х роках у селі працювали середня школа на 400 учнів, було 2 бібліотеки з фондом 32 587 книг, будинок культури, лікарня на 25 ліжок, фельдшерсько-акушерський пункт, аптека, 2 профілакторії, 2 дитячих ясел, відділення зв'язку та ощадна каса, 6 магазинів, їдальня, ресторан, 3 буфети та комбінат побутового обслуговування.

## Сучасність
На території села знаходиться пожежна частина. Працює відділення Ощадбанку, поштове відділення, загально освітня школа-садочок І-ІІІ ступенів, лікарня, аптека, православна церква. Діє бар та декілька невеликих крамниць.

## Археологічні пам'ятки
На території села знайдено 3 поселення неоліту, городище і кургани епохи бронзи та поселення черняхівської культури.

## Відомі люди
- Бевзенко Іван Валентинович (1998—2022), уродженець села, солдат ЗСУ, учасник російсько-української війни.

## Галерея

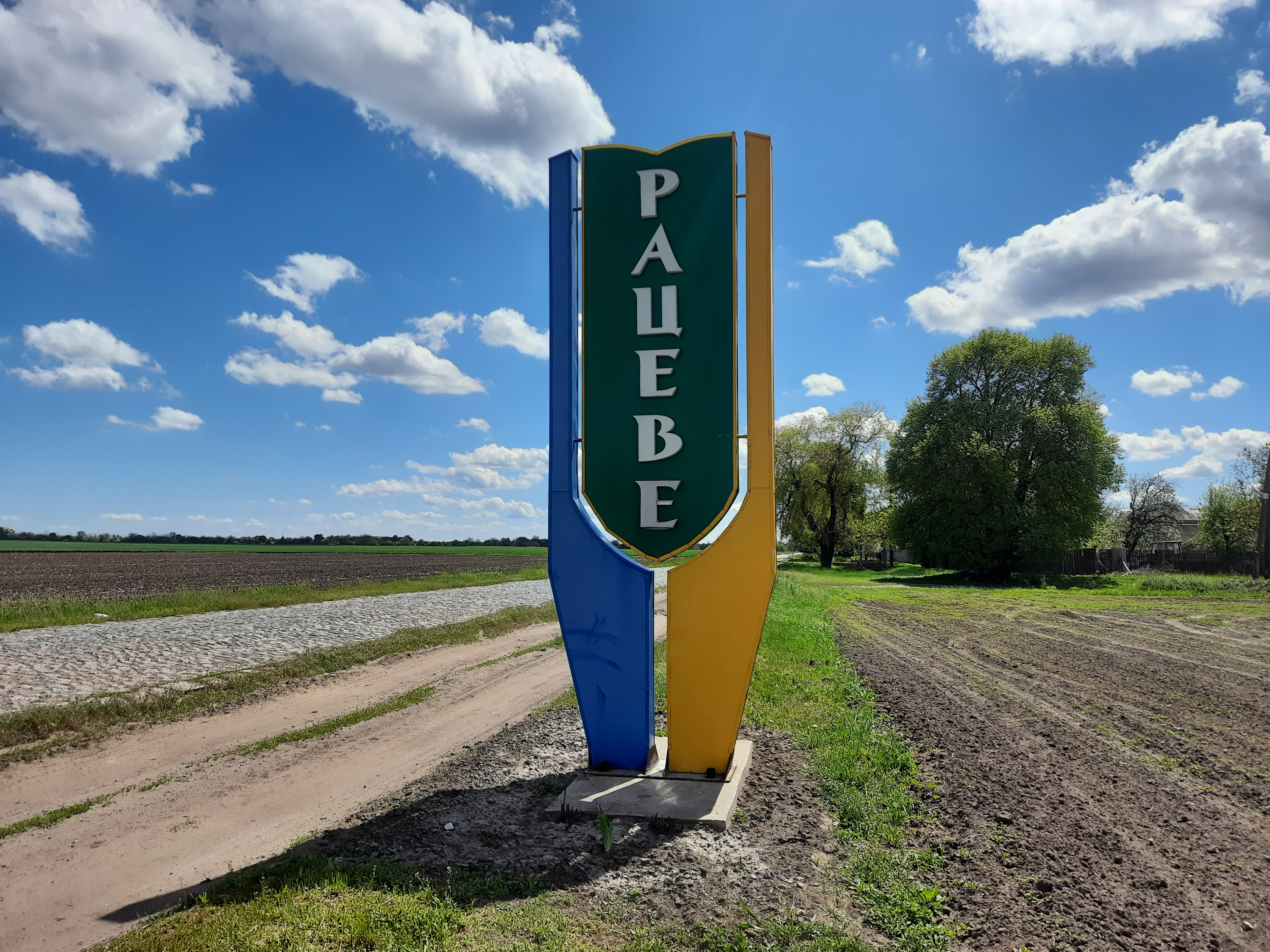
В'їзд у село
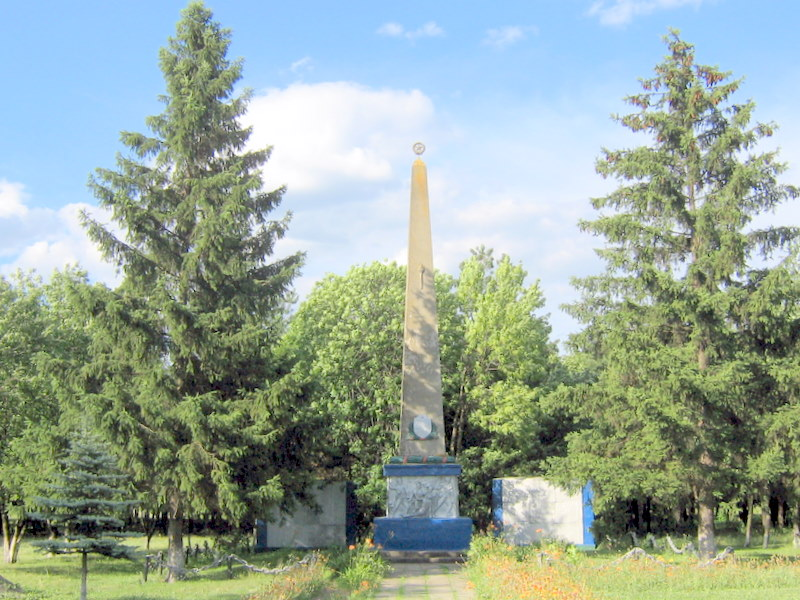
Обеліск Слави
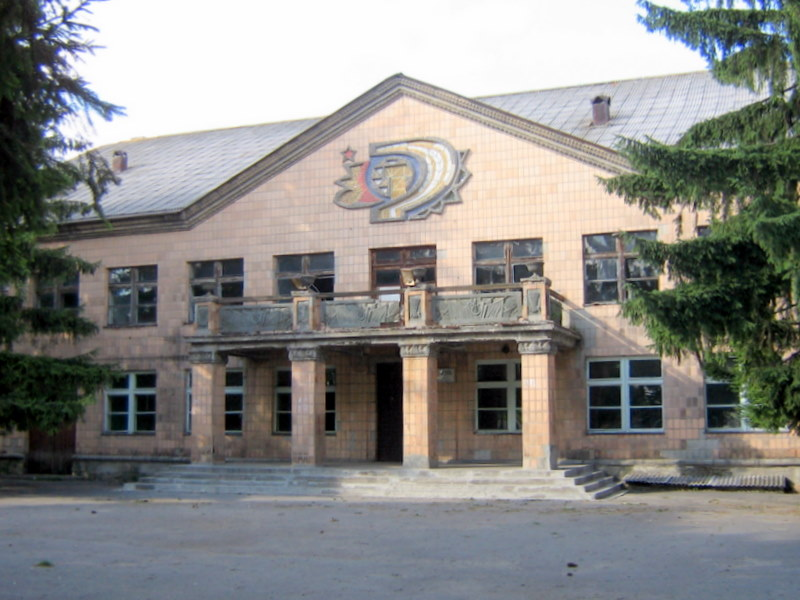
Будинок культури
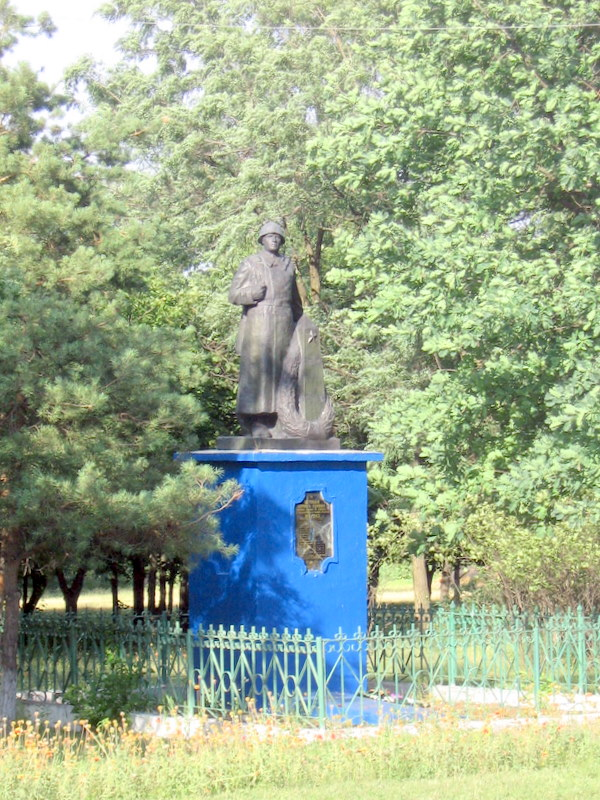
Пам'ятник воїнам-визволителям
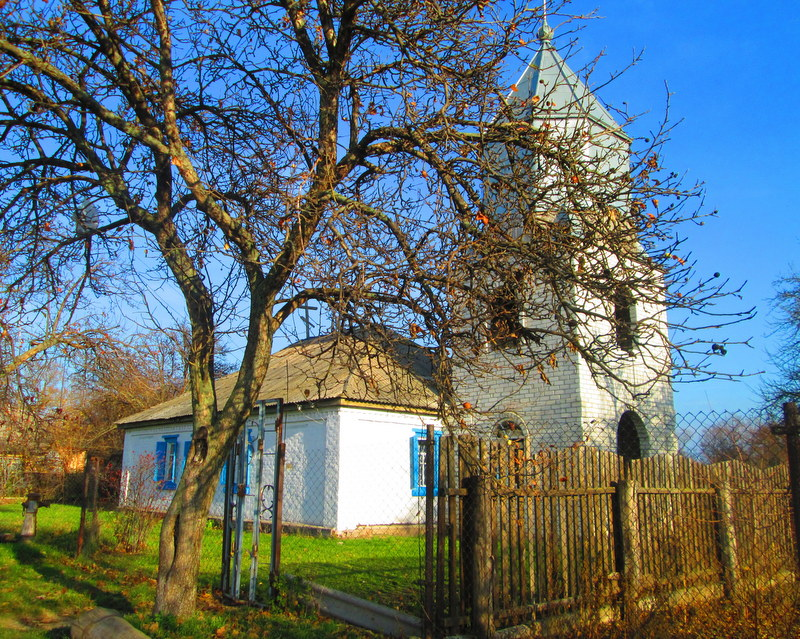
Церква
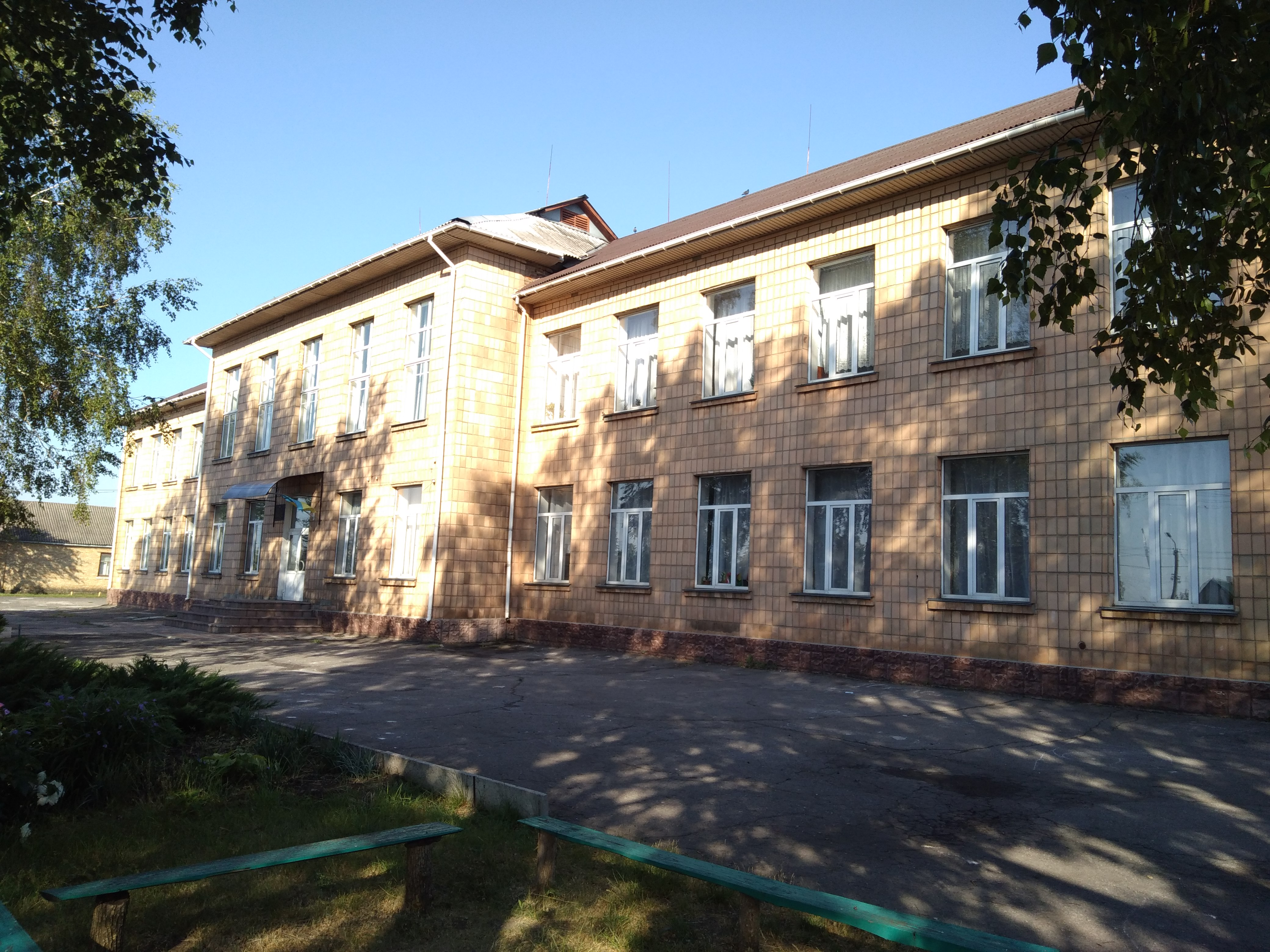
Школа